# Vinnie Riccitelli
Vincent Santo „Vinnie“ Riccitelli (* 16. Juni 1926 in Yonkers; † 9. Juli 2025) war ein US-amerikanischer Jazzmusiker (Altsaxophon, Piano, Arrangement, Komposition).

## Leben und Wirken
Riccitelli, der seit 1941 als Musiker tätig war, verbrachte seinen Wehrdienst ab 1944 bei der Kriegsmarine, um dann ein Studium bei der Juilliard School zu absolvieren. Als Saxophonist und Komponist spielte er 1956 ein Album ein, Unique Jazz: Jazz from the Westchester Workshop. Anschließend arbeitete er in Broadway-Orchestern und Jazz-Combos, die im Dreiländereck New Yorks spielten, etwa bei Stan Rubin (Ivy League Jazz Band Ball). Riccitellis Wunsch, im Vorort Westchester County seiner Heimatstadt Yonkers zu leben, anstatt auf Tourneen zu gehen, war auf seine engen familiären Bindungen zurückzuführen, insbesondere zu seiner Frau Jean Krupa. In den späten 1970er- und frühen 1980er-Jahren spielte Riccitelli Klavier in Gruppen unter der Leitung des Saxophonisten Carmen Leggio und nahm auch mit ihm auf, außerdem mit der Dick Meldonian-Sonny Igoe Big Band. In den späten 1980er- und 1990er-Jahren nahm er mit der Lew Anderson Big Band und mit The Four Freshmen auf. 2021 betreute er noch die Aufnahme des Vinnie Riccitelli Octet, For the Record, einem Album mit Musikern, die seine Kompositionen und Arrangements spielten. Im Bereich des Jazz war er laut Tom Lord zwischen 1956 und 1998 an elf Aufnahmesessions beteiligt, außerdem mit Joseph Campbell und The Louis Armstrong Society Jazz Band.

## Diskographische Hinweise
- Unique Jazz: Jazz from the Westchester Workshop (Unique Records 1956), mit Joe Shepley, Eddie Bert, Carmen Leggio, Gene Allen, Dolph Castellano, Eddy Tone, Joe Venuto